# Ümit Özkalp
Eyüp Ümit Özkalp (* 30. April 1959 in Istanbul) ist ein ehemaliger türkischer Fußballspieler und heutiger -trainer.

## Spielerkarriere
Özkalp begann seine Karriere gegen Ende 1970er-Jahre beim Drittligisten İstanbulspor. Bereits nach einer Saison verließ der Stürmer Istanbulspor und wurde Spieler von Galatasaray Istanbul. Für die Gelb-Roten spielte Özkalp in den Ligapartien gegen Eskişehirspor (24. August 1980) und Altay Izmir (25. Mai 1981)
Zur Saison 1981/82 wechselte Özkalp zu Adana Demirspor. In den ersten drei Jahren bei Adana Demirspor gehörte Özkalp zu den Ergänzungsspielern. Am Ende der Saison 1983/84 stieg Adana Demirspor in die 2. Liga ab. Dieser Misserfolg sollte Özkalp jedoch zum Stammspieler machen. Er spielte fortan als Stammspieler bis zu seinem Karriereende für Demirspor in 308 Ligaspielen und erzielte 35 Tore. Des Weiteren wurde der Stürmer in den Saisons 1986/87 und 1990/91 Zweitligameister.

## Trainerkarriere
Özkalp ist seit 1995 als Trainer tätig. Er begann als Co-Trainer bei Adana Demirspor. 2014 wurde er Trainer der zweiten Mannschaft von İstanbulspor. Seine ersten Erfahrungen als Cheftrainer machte Özkalp bei Halide Edip Adıvarspor und zuletzt bei Erbaaspor.

## Erfolge
Adana Demirspor
- Zweitligameister: 1987, 1991